# ヴィーデン (シュヴァルツヴァルト)
ヴィーデン（標準ドイツ語：Wieden, アレマン語：Wyde〈ヴューデ〉） は、ドイツ連邦共和国バーデン＝ヴュルテンベルク州フライブルク行政管区のレーアラッハ郡に属する自治体（町村）。

## 地理

### 位置

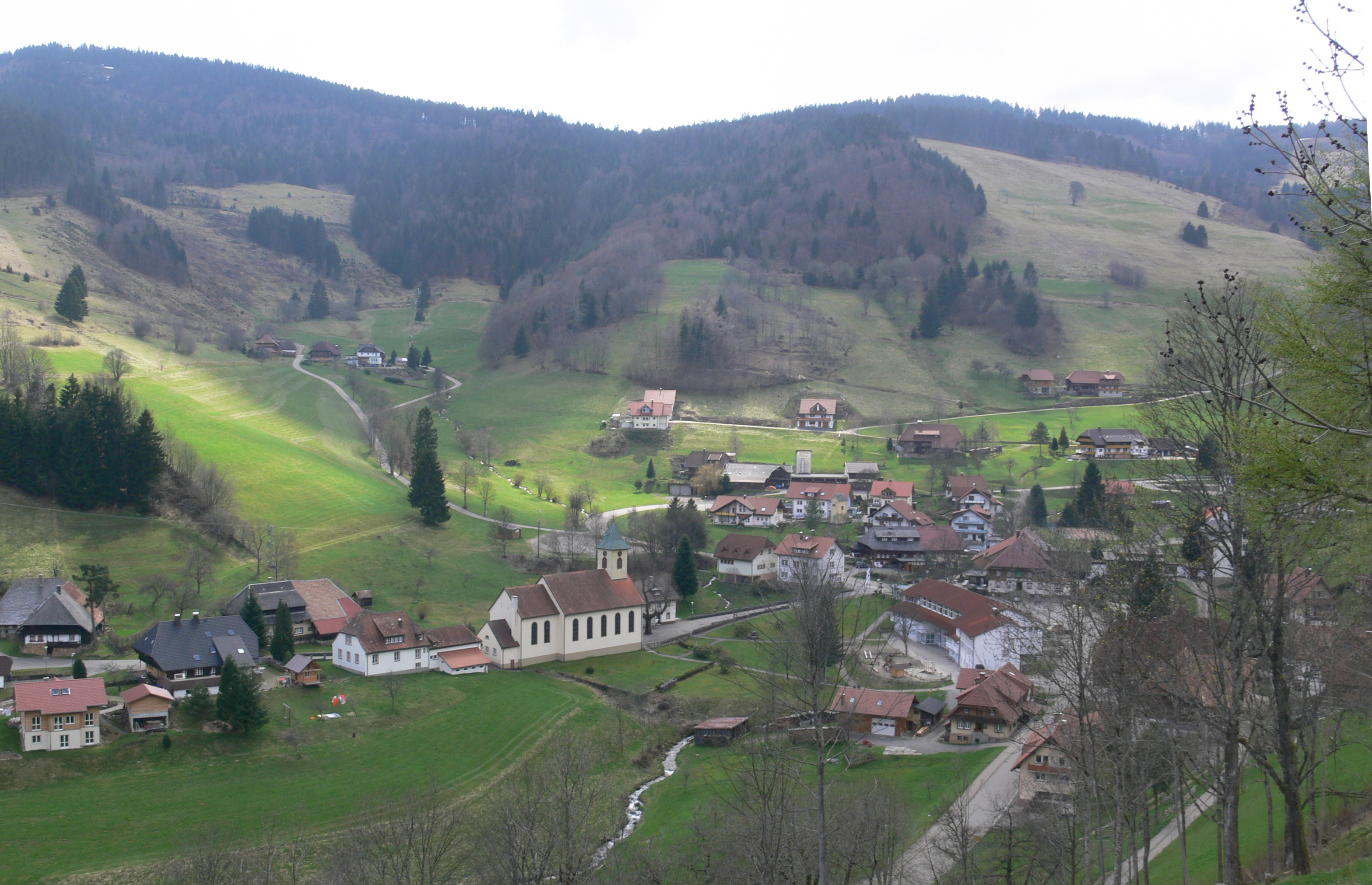
ヴィーデン・イム・シュヴァルツヴァルト

ヴィーデンはドイツ政府認可の保養地であり、ジュートシュヴァルツヴァルト自然公園のシャウインスラント（1,286 メートル）、フェルトベルク（1,493 メートル）およびベルヒェン（1,414 メートル）といった山の谷間に位置する。標高は 740 - 1280 メートルである。

### 隣接する自治体
北東および東側でトトナウ、南側でウッツェンフェルト、西側でアイテルン、北西でブライスガウ＝ホーホシュヴァルツヴァルト郡ミュンスタータール・シュヴァルツヴァルトと接する。

### 自治体の構成
ヴィーデンの構成地区は以下の通りである。
- オーバーヴィーデン (Oberwieden) 村
- ヒュットバッハ (Hüttbach), ライレホイザー (Lailehäuser), ライテンバッハ (Laitenbach), ネスラーホイザー (Neßlerhäuser), ゼーゲ (Säge), ヴァーバッハ (Warbach) の各村落 (Weile)
- ビュール (Bühl), グラーベン (Graben), リュッテ (Rütte), ウンゲントヴィーデン (Ungendwieden) の各山 (Zinke)
- ミッテルバッハ (Mittelbach), ノイマット (Neumatt), シュヴァイネ (Schwaine) の各農場 (Hof)
- ベッケンライン (Beckenrain), エクレ (Eckle) (Sommereckle), ケーニヒスヒュッテ（Königshütte, 一部ウッツェンフェルトの村域にもまたがる）、ニーダーマット (Niedermatt), ショイアーマット (Scheuermatt), シュタイネン (Steinen), ヴィーデナー・エック (Wiedener Eck), ヴィーデンマット (Wiedenmatt) の各戸 (Haus)

## 歴史
1809年より自治体として独立。

## 行政
ヴィーデンはシェーナウ・イム・シュヴァルツヴァルト自治体行政連合に属する。

### 議会
ヴィーデンの村議会は8議席からなる。2014年5月25日の議会選挙結果による議席配分は以下の通り。
1. FWV 54.9 % (-4.7)：4議席 (-1)
2. CDU 45.1 % (+4.7)：4議席 (+1)

### 紋章
ヴィーデンの紋章は、銀色地の左半分に地名のもとになった柳 (Weide) の枝が緑色でデザインされている。右半分の青地に飛び跳ねている鹿の絵は、かつてヴィーデンを数百年にわたって治めていたシェーナウの教会組織に由来するものである。鹿はこの教会組織が属していたザンクト・ブラジエン (St. Blasien) 修道会のシンボルであった。

## 見どころ
- フィンスターグルント鉱山跡

近隣：
- シュタインヴァーゼンパルク山岳自然公園

## 経済と社会資本

### 教育
ヴィーデンには「ヴィーデン＝ウッツェンフェルト基礎課程学校」があり、ヴィーデンとウッツェンフェルトの児童たちが通っている。5年生以上の児童・生徒はシェーナウの基幹学校か、ツェル・イム・ヴィーセンタールの実科学校、もしくはシェーナウのギムナジウムのいずれかに通うことになる。

### 消防・救急
- ヴィーデン消防団
- シュヴァルツヴァルト山岳救助隊

## 人物

### 名誉市民
- クサーファー・シュヴェーブル (Xaver Schwäbl)：ヴィーデン＝ウッツェンタール基礎課程学校の元教員

### 出身者
- マルクス・ヴンデルレ：綱引き選手

### その他の関連人物
- メラニー・ベーリンガー：サッカードイツ女子代表選手、北京オリンピック銅メダリスト